# Pio XI.
Pio XI. lat. Pius PP. XI. (Desio, Lombardija, Italija, 31. svibnja 1857. – Rim, 10. veljače 1939.), rođen kao Ambrogio Damiano Achille Ratti, 259. poglavar Katoličke Crkve, papa od 6. veljače 1922. do smrti 1939.

## Raniji život
Achille je rođen u lombardijskome gradu Desiu 31. svibnja 1857. godine. Njegovi roditelji Francisco i Teresa, rođena Galli, pripadali su srednjoj klasi. S deset godina 1867. Achille odlazi u sjemenište sv. Pietro Martire u Sevesu. Nakon toga studira teologiju i filozofiju u Milanu te godine 1879. biva zaređen za svećenika. Od 1879. do 1882. studirao je u Rimu te je stekao doktorat iz kanonskog prava, teologije i filozofije.
Po završetku studija, vratio se u Milano, gdje je predavao na sveučilištu i radio u Ambrozijanskoj biblioteci u Milanu. U slobodno vrijeme Achille je bio strastveni planinar. Godine 1911. odlazi u Rim, gdje radi u Vatikanskoj biblioteci, gdje 1914. postaje voditelj. Papa Benedikt XV. ga 1918. šalje u Poljsku i Litvu kao apostolskog posjetitelja. Sljedeće godine Sveti Otac ga je imenovao naslovnim nadbiskupom od Lepanta i postavlja za nuncija u Poljskoj. Godine 1921. papa Benedikt XV. imenuje ga kardinalom i nadbiskupom Milana. 

## Izbor za papu
Ni osam mjeseci kasnije, 22. siječnja 1922. papa Benedikt XV. naglo umire od upale pluća i kardinal Ratti je pozvan u Rim. U konklavama je sudjelovalo pedeset i tri kardinala. Bit će to najduže konklave u 20. stoljeću. Kardinalima je trebalo pet dana kako bi izabrali nasljednika Benedikta XV. To im je pošlo za rukom tek u četrnaestom krugu glasovanja 6. veljače 1922. kada je Achille Ratti izabran za papu.

## Pontifikat
Kardinalu Rattiju je tada bilo šezdeset pet godina. Prva odluka pape Pija XI., odmah nakon prihvaćanja papinske službe, zaprepastila je prvo kardinale u konklavi, a onda i cijeli Rim. Papa je odlučio s balkona bazilike sv. Petra blagosloviti mnoštvo vjernika na Trgu sv. Petra, što su činili svi pape prije 1870. Pape Lav XIII., Pio X. i Benedikt XV. prekinuli su tu tradiciju u znak solidarnosti s papom Pijom IX., koji je bio žrtva talijanskog udara. Uvjeren da su se vremena promijenila, da se ne treba zatvarati u izolaciju, Pio XI. se odlučio na taj čin. Pred mnoštvom vjernika koji su se okupili na Trgu, unatoč hladnoj kiši, Papa je udijelio svoj prvi "Urbi et orbi". Masa je uzvikivala povicima: Živio Papa! Živjela Italija! Bio je to nagovještaj sređivanja odnosa s talijanskom državom. Program svog pontifikata papa Pio XI. je iznio u enciklici "Ubi arcano Dei"() (1922.), s motivom: "Kristov mir u Kristovom kraljevstvu". Papu Pija XI. s pravom su nazvali "Papom misija". U tijeku svoga pontifikata osnovao je u misijskim zemljama više od dvjesto novih crkvenih okruga. Smatrao je normalnim da se kler prilagođava domorocima i da priprema domaći kler za biskupstvo u uvjetima koji bi mu omogućili da izbjegne optužbe koje su u srednjoj Aziji često upućivali Katoličkoj Crkvi za ekspanzionizam. Doktrinalno djelo pape Pija XI. vrlo je veliko i bile bi potrebne stranice prikazati ga u cijelosti. Papa je objavio niz važnih enciklika. U enciklici "Divini illius magistri" (1929.) Papa govori o kršćanskom odgoju, a u enciklici "Casti connubii" (1930.) definira kršćanski brak i osuđuje kontracepciju. Četrdeseta obljetnica enciklike pape Lava XIII. "Rerum novarum" navela je papu Pija XI. da 15. svibnja 1931. godine objavi encikliku "Quadragesimo anno" o društvenim pitanjima. Potvrdivši opće crte nauka svoga prethodnika, Papa je osudio istodobno individualizam i kolektivizam. Duh toga važnog dokumenta nalazi se u rečenici: "Kao što ni jedinstvo ljudskog društva ne može biti temeljeno na suprotstavljanju klasa, tako ni pravedno ekonomsko uređenje ne može biti prepušteno slobodnoj utakmici sila". U vrijeme velike svjetske ekonomske krize Papa izdaje encikliku "Charitate Chisti" (1932.) u kojoj obrađuje tu temu. Godine 1937. Papa objavljuje slavnu encikliku "Divini Redemptoris" u kojoj osuđuje ateistički komunizam, kojeg je nazvao "potpuno izopačenim"». Stanje u Meksiku, zahvaćenom revolucionarnim gibanjima, i građanski rat u Španjolskoj navest će Papu da osudi progone koje je Crkva doživjela u tim zemljama. 

Pontifikat pape Pija XI. bio je u vrijeme između dva svjetska rata, kada su fašizam i nacizam s jedne, i komunizam s druge strane uzimali sve više maha. Godine 1931. Papa objavljuje encikliku "Non abbiamo bisogno" (Nije nam potrebno) kojom se odredio protiv fašističkog totalitarizma. Šest godina kasnije Papa će u enciklici "Mit Brennender Sorge" (S gorućom brigom) jednako energično osuditi i nacistički totolitarizam. Ova enciklika je kod Hitlera izazvala veliki gnjev, te on potpuno ukida konkordat kojeg su par godina ranije skolpile Njemačka i Sveta Stolica. Najvažnije djelo pontifikata pape Pija XI., ono koje povjesničari najviše ističu, bilo je uređenje Rimskog pitanja. Nakon dugih pregovora 11. veljače 1929. godine Mussolini u ime Italije i kardinal Pietro Gasparri (1852. – 1934.), državni tajnik, u ime Svete Stolice potpisali u Lateranske sporazume, politički ugovor kojim se priznaje suverenitet pape u Leonovom gradu, financijsku nagodbu (Italija je platila Svetoj Stolici odštetu za izgubljene teritorije bivše Papinske Države) i konkordat. Obje su strane likovale. U Vatikanu su otvorili drugo krilo Brončanih vrata, koje je bilo zatvoreno od 20. rujna 1870. kada su talijanske snage ušle u Rim. Odmah su s veseljem poduzeti hitni i manje hitni radovi. Počeli su kovati svoj novac i izdavati poštanske marke. Vozila su dobila registracijske pločice s oznakom S.C.V. (Stato della Citta del Vaticano). Ali problemi s Italijom nisu samo tako nestali. Sveta Stolica odnijela je jednu pobjedu, ali je Mussolini od toga napravio osobni uspjeh, ne odrekavši se svojih političkih načela. U svom govoru za Božić 1938. godine Papa će obavijestiti kardinale da fašistički režim krši Lateranske sporazume i ustati protiv kršenja ljudskih prava pod nacističkim režimom. Papa je htio otići i dalje te je sazvao talijanske biskupe kako bi im izložio svoje mišljenje, no smrt će ga u tome spriječiti. 
Rijetko koji papa je bio tako energičan, autoritativan i tako odlučan kao Pio XI. Smrt pape Pija XI. zbila se u posebno važnom trenutku za povijest svijeta. Europa se u jesen 1938. skoro zapalila. Münchenski sporazum spasio je mir, ako se može tako reći, ali ne za dugo. Papa Pio XI. umro je 10. veljače 1939. dan uoči desetogodišnjice Lateranskih ugovora. Smrt ga je spriječila održati, za tu prigodu pripremljeni, govor preko radio Vatikana, kojeg je on osnovao 1931. godine. Sahranjen je u Bazilici sv. Petra u Vatikanu.